# Spartak Połtawa
Spartak Połtawa (ukr. Футбольний клуб «Спартак» Полтава, Futbolnyj Kłub "Spartak" Połtawa) – ukraiński klub piłkarski z siedzibą w Połtawie.

## Historia
Chronologia nazw:
- 19??—19??: Spartak Połtawa (ukr. «Спартак» Полтава)

Piłkarska drużyna Spartak została założona w Połtawie w XX wieku. W 1938 zespół startował w rozgrywkach Pucharu ZSRR. W 1946 klub debiutował w Trzeciej Grupie, centralnej strefie ukraińskiej Mistrzostw ZSRR. Potem klub występował w rozgrywkach mistrzostw i Pucharu obwodu połtawskiego, dopóki nie został rozwiązany.

## Sukcesy
- Trzecia Grupa, centralna strefa ukraińska:

6 miejsce: 1946
- Puchar ZSRR:

1/256 finału: 1938
- mistrzostwo obwodu połtawskiego:

mistrz: 1946, 1951
- Puchar obwodu połtawskiego:

zdobywca: 1940, 1946 (j), 1949